# Chris Messina
Christopher (Chris) Messina (Huntington (New York), 11 augustus 1974) is een Amerikaans televisie- en filmacteur.

## Carrière
Chris Messina werd in 1974 geboren in Northport, een dorp in Huntington (New York). Hij volgde een acteeropleiding en ging nadien aan de slag in de theaterwereld. Vanaf midden jaren 1990 begon hij ook te acteren in films en televisieseries. Zo werkte hij aan het begin van zijn carrière mee aan twee afleveringen van Law & Order en films als The Siege (1998), You've Got Mail (1998) en Rounders (1998).
Ook in de daaropvolgende jaren bleef hij vooral bekend van bijrollen. Zo had hij een terugkerende rol in het laatste seizoen van de HBO-serie Six Feet Under (2005) en een kleine rol in de Woody Allen-film Vicky Cristina Barcelona (2008). In 2012 werkte hij ook mee aan Argo, dat nadien bekroond werd met de Oscar voor beste film.
In 2010 speelde hij de hoofdrol in de horrorfilm Devil van regisseur John Erick Dowle. Datzelfde jaar had hij net als Rashida Jones ook een hoofdrol in de romantische film Montgomery. Nadien werd hij gecast in de tv-serie Damages (2011–2012). In 2018 vertolkte hij politiedetective Richard Willis in de miniserie Sharp Objects.

## Filmografie (selectie)
Televisie
- Law & Order (1995–1996)
- Third Watch (2000)
- Six Feet Under (2005)
- Medium (2007)
- Damages (2011–2012)
- The Newsroom (2012–2014)
- The Mindy Project (2012–2017)
- Sharp Objects (2018)
- The Sinner (2020)
- Gaslit (2022)

Film
- Rounders (1998)
- The Siege (1998)
- You've Got Mail (1998)
- Towelhead (2007)
- Vicky Cristina Barcelona (2008)
- Julie & Julia (2009)
- Devil (2010)
- Ruby Sparks (2012)
- Argo (2012)
- Live by Night (2016)
- Birds of Prey (2020)